# コンピュータの5大装置
コンピュータの5大装置（コンピュータのごだいそうち）または5大機能とは、コンピュータのハードウェアを構成する主要な装置を5つに分類したもので、演算装置、制御装置、記憶装置、入力装置、出力装置を指す。

## 詳細
現代のコンピュータの基本はノイマン型と呼ばれるプログラム内蔵方式だが、その呼称の元となった1945年のジョン・フォン・ノイマンの論文「EDVACに関する報告書の第一草稿」では、コンピュータの構成要素として5つの主要な装置を数え上げた。
1. 中央演算装置 (Central arithmetic part: CA)
2. 中央制御装置 (Central control part: CC)
3. 記憶装置 (Memory: M)
4. 入力装置 (Input: I)
5. 出力装置 (Output: O)

なお現在では、中央演算装置と中央制御装置はCPUまたはプロセッサとしてまとめて呼ばれる事が多く、また主記憶装置・入力装置・出力装置もメモリマップドI/Oなどの登場もあり「メモリサブシステム」と一つにまとめて呼ばれることもある。
日本の情報処理技術者試験でも以下の5種類が正解とされている。
1. 演算装置
2. 制御装置
3. 記憶装置
4. 入力装置
5. 出力装置

なお1953年の城憲三・牧之内三郎 共著『計算機械』（共立出版、1953年）の第6章、6.6節の文章中で「2進方式電子計算機」の「構成部分の大別」として、および p. 120 にある第80図「2進方式電子計算機の構成図」の図中には、以下の6部分があり、記憶装置が外部と内部に2分類されている。
1. 「穿孔機構」（鑽孔テープリーダ）
2. 「外部記憶回路（低速記憶回路）」（磁気テープなど）
3. 「内部記憶回路（高速記憶回路）」（主記憶装置およびレジスタ）
4. 「演算回路」
5. 「制御回路」
6. 「印刷機構」（プリンター）